# Падозеро (деревня)
Па́дозеро (карел. Puaddärvi) — деревня в составе Чалнинского сельского поселения в Пряжинском национальном муниципальном районе Республики Карелия.

## Общие сведения
Деревня расположена на берегу одноимённого озера, в трёх километрах от трассы 86К-10 («Петрозаводск — Суоярви»). Вблизи находятся техническая железнодорожная станция Падозеро и недействующий остановочный пункт 509 километр на линии Петрозаводск — Суоярви Октябрьской железной дороги.

## История
По данным переписи 1933 года в лесопункте «Падозеро» было зарегистрировано 68 человек временно проживающего населения. Посёлок относился к Виданскому сельсовету Прионежского района.
В 1941 году в районе деревни велись активные бои между финскими и советскими войсками.
В апреле 1945 года здесь было организовано отделение лагеря НКВД № 517 для интернированных немецких граждан, переведённых из Инстенбурга из полевой тюрьмы 3-го Белорусского фронта от следственного отдела управления контрразведки «Смерш» (2000 человек, примерно треть из них были несовершеннолетние). В лагере было два отделения: Падозерское и Вирандозерское. Конкретно Падозерский концлагерь был женским, сюда отправили 1001 женщину. Лагерь состоял из четырёх бараков с двухъярусными нарами, прачечной на шесть корыт, бани, лазарета и столовой. Женщины-заключённые в основном не привлекались к тяжёлым работам — их основной задачей была заготовка дров для газогенераторов. Лишь несколько немок отправляли на работы в Чалну, где возводили новую зону. В виду неэффективности подневольного труда интернированных (выработка не покрывала затраты на содержание) в конце лета 1945 года лагерь решено было расформировать. Большую часть (подростки, пожилые женщины, больные) отправили по железной дороге во Франкфурт-на-Одере, где передали новым властям. Оставшихся распределили в лагерь для интернированных в Кандалакше и в 120-й петрозаводский лагерь военнопленных. В октябре 1945 года лагерь № 517 был ликвидирован. За время существования лагеря в нём умерли 522 человека (в обоих отделениях), из них в Падозерском — 181.
Впоследствии бараки лагеря использовались для поселения высланных ранее финнов-ингерманландцев.
В результате административно-территориальных преобразований 1960-х годов деревня оказалась в подчинении поселкового совета посёлка городского типа Чална Пряжинского района.

## Транспорт
В летнее время в деревню ходят автобусы из Петрозаводска 4 раза в день. Основные пассажиры — дачники.
Неподалеку от деревни на железной дороге находится остановочный пункт «509 километр», через который можно было попасть в Падозеро с помощью поезда. На данный момент пункт не работает.

## Достопримечательности

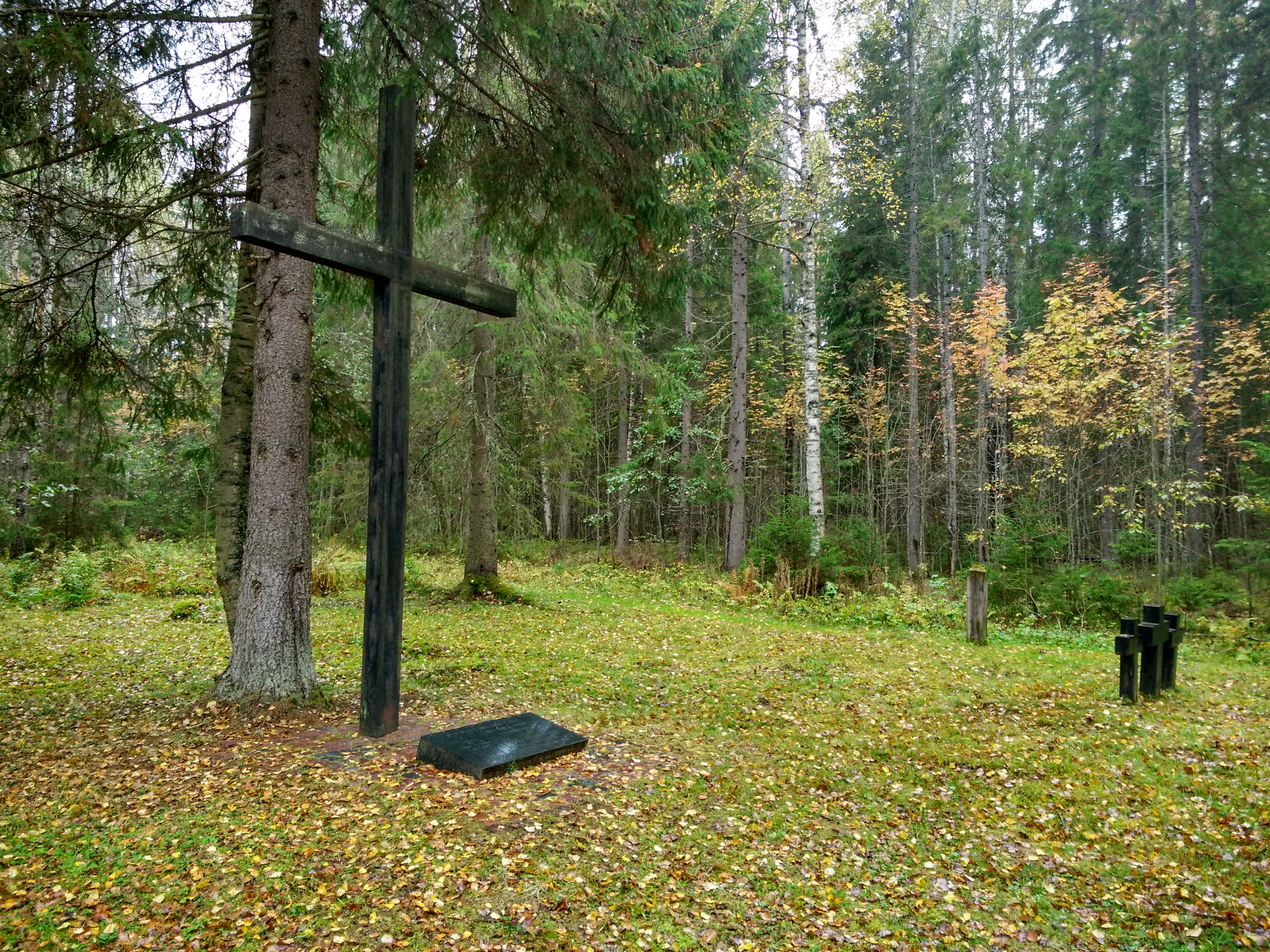
Кладбище интернированных немецких граждан,

Вблизи деревни на побережье Нижнего Падозера имеется несколько археологических памятников — стоянок древних людей, датируемых IV—I тысячелетием до нашей эры.
К западу от деревни располагается кладбище интернированных немецких граждан.
В 2000 году оно было поставлено на охрану как выявленный памятник истории, однако в 2025 году его такого статуса лишили.

## Население
| 2002 | 2010 | 2013 |
| ---- | ---- | ---- |
| 2    | →2   | ↗7   |

## Улицы
- Ул. Болотная
- Ул. Зелёная
- Ул. Падозерская
- Ул. Таёжная
- Ул. Луговая
- Ул. Клубничная
- Ул. Малиновая
- Ул. Тенистая
- Ул. Пирсовая
- Ул. Берёзовая
- Ул. Рябиновая
- Ул. Солнечная
- Ул. Военная
- Ул. Сестёр